# W. W. J. D.

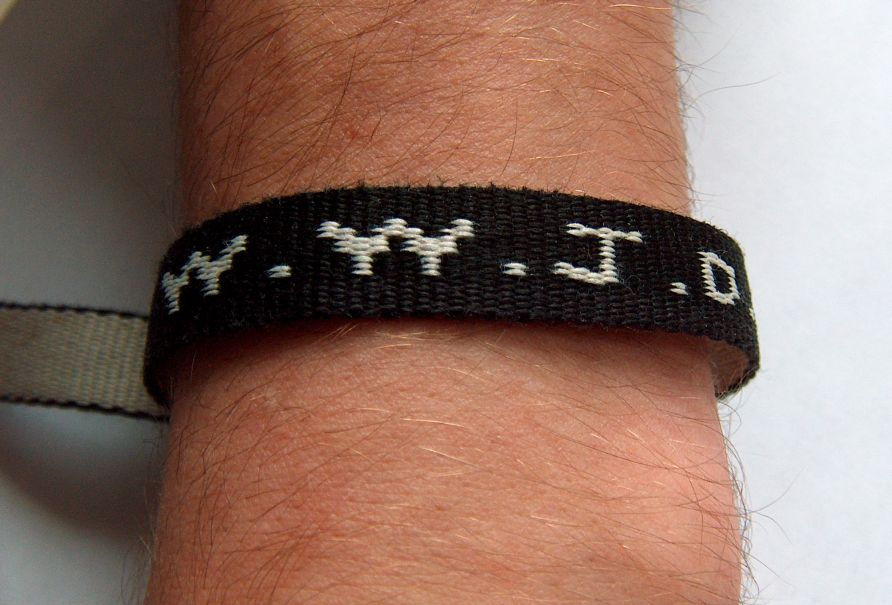
W.-W.-J.-D.-Armband

W. W. J. D. steht für „What would Jesus do?“ (englisch für „Was würde Jesus tun?“), die Abkürzung für einen Slogan, die vorwiegend auf Armbändchen zu finden ist. Hinter dem Slogan steht die Idee, durch solche Armbändern daran erinnert zu werden, sich bei allem, was man tut, zu fragen, wie Jesus Christus in dieser Situation reagieren, handeln oder denken würde. Der Ausdruck ist dem Roman In His Steps von Charles Sheldon aus dem Jahr 1896 entlehnt und die Grundlage, auf der dort ein Geschäftsmann seine Entscheidungen trifft.
Jamie Tinklenberg entdeckte die Frage „Was würde Jesus tun?“ erneut. Im Januar 1989 trat der Jugendpastor der Wesleyan Church of Holland in Holland (Michigan) mit der Bitte an die Geschäftsleute Ken und Mike Freestone heran, Anstecker mit dem Ausdruck herzustellen. Die produzierten die Anstecker und brachten zudem ein Armband mit dem Ausdruck heraus. Die Armbänder verbreiteten sich rasch unter amerikanischen jugendlichen evangelikalen Christen und wurden zu einer Modeerscheinung.

## Ähnliche Slogans
| Abkürzung   | englische Bedeutung                                                                                      | deutsche Übersetzung |
| ----------- | --- | --- |
| P. U. S. H. | Pray until something happens.                                                                            | Bete bis etwas passiert. |
| D. O. G.    | Depend on God.                                                                                           | Verlass dich auf Gott. |
| F. R. O. G. | Fully rely on God.                                                                                       | Vertraue ganz auf Gott. |
| G. O. L. F. | God offers love and forgiveness.                                                                         | Gott schenkt Liebe und Vergebung.                                                                                           |
| C. I. A.    | Christians in action.                                                                                    | Christen in Aktion. |
| B. I. G.    | Believe in God.                                                                                          | Glaube an Gott. |
| —           | God Chaser.                                                                                              | Gott nachfolgen. |
| Joh 14:6    | Jesus answered, „I am the way and the truth and the life. No one comes to the Father except through me.“ | Jesus sagte zu ihm: „Ich bin der Weg und die Wahrheit und das Leben; niemand kommt zum Vater außer durch mich.“ (Joh 14,6 ) |
|             | Ichthys (griechisch)                                                                                     | Jesus Christus, Gottes Sohn, Erlöser                                                                                        |

## Weitere Verwendungen
Aufgrund der recht großen Verbreitung kam es auch zu diversen Variationen und Parodien. Dabei wurden üblicherweise die vier Buchstaben der Abkürzung umgedeutet oder es wurde einfach nur eine ähnliche derartige Abkürzung in Anlehnung an W.W.J.D. erfunden.
Beispiel für eine eventuell durchaus ernst gemeinte Imitation ist die Auslegung unter einigen Basketball-Fans: „What would Jordan do?“
Die Singer-Songwriterin Gillian Welch schenkte Emmylou Harris ein Armband mit W.W.D.D. – „What would Dylan do?“
Der Popsänger und Songwriter Ben Lee brachte 2007 sein Album Ripe heraus, auf dem der Song What would Jay-Z do? enthalten war.
Ein weiteres Beispiel ist „What would Jesus download“ – von der Linux-Distribution Ubuntu hat ein Entwickler eine speziell für Christen angepasste Version herausgebracht, bei der aktuelle Bibelsoftware (The Sword Project) und das Jugendschutz-Tool Dansguard für Eltern für das Surfen im Internet bereits vorinstalliert sind.
„WWAPD?“ für „What Would a Pirate Do?“ ist die Lebensmaxime der Anhänger des Fliegenden Spaghettimonsters.
Der Titel „What Would Google Do?“ von Jeff Jarvis’ 2009 erschienenem Buch spielt ebenfalls ironisch auf den Slogan an.
Des Weiteren spielt Homer in der Folge Bart, das Werbebaby (Staffel 14) der Simpsons darauf an, als er dachte, WWJD stünde für „What Would Geppetto Do“. Ferner greift South Park die WWJD-Armbändchen auf und thematisiert diese im Hinblick auf Mode und Kommerz.
Außerdem wurde in der amerikanischen Serie GLEE eine Folge mit dem Titel What would Michael Jackson do? versehen.